# Sławków Południowy
Sławków Południowy – towarowa stacja kolejowa w Sławkowie, w województwie śląskim, w powiecie będzińskim.